# Dibenzylideenaceton
Dibenzylideenaceton of dibenzalaceton, meestal afgekort tot DBA, is een organische verbinding met als brutoformule C17H14O. De stof komt voor als heldergele kristallen die slecht in water, maar goed in ethanol oplossen.

## Isomeren
De twee dubbele bindingen in de verbinding kunnen beide aanleiding geven tot cis-trans-isomerie, waardoor drie isomeren van de verbinding bestaan: cis-cis, cis-trans en trans-trans. Het laatste isomeer is thermodynamisch het meest stabiel, met een smeltpunt rond 110°C. Het cis-trans-isomeer smelt reeds bij 60°C. Het kookpunt van het cis-cis-isomeer ligt bij 130°C.

## Synthese
De verbinding kan in het laboratorium bereid worden met behulp van een standaard aldolcondensatie van benzaldehyde en aceton, met natriumhydroxide in een water-ethanolmengsel. In deze reactie wordt uitsluitend het trans-trans-isomeer gevormd.
De omzetting verloopt via benzylideenaceton. De keuze van de reactietijd bepaalt welk reactieproduct gevormd wordt. Deze reactie is een klassieke synthese die vaak in studentenlaboratoria wordt uitgevoerd.

## Eigenschappen en reacties
Langdurige blootstelling aan zonlicht leidt tot een [2+2]-cycloadditie, waarin een mengsel van vier isomere cyclobutanen gevormd wordt.

## Toepassingen
Dibenzylideenaceton wordt toegepast als actieve component in zonnebrandcrèmes.
In de organometaalchemie wordt dibenzylideenaceton toegepast als ligand voor complexen met onder andere metallisch palladium, zoals in tris(dibenzylideenaceton)dipalladium(0). In dit geval is de complexvormingsconstante vrij klein en het ligand wordt makkelijk door een andere (sterker bindende) ligand verdrongen, zoals trifenylfosfine.